# تشالميرس (إنديانا)
تشالميرس (بالإنجليزية: Chalmers, Indiana)‏ هي بلدة أمريكية تقع في الولايات المتحدة في White County. يقدر عدد سكانها بـ 508 نسمة ومساحتها 0.65 كم2 وترتفع عن سطح البحر 217 متر.

## التركيبة السكانية
قام مكتب تعداد الولايات المتحدة بتحديد بيانات التركيبة السكانية لتشالميرس في تعداد الولايات المتحدة. في ما يلي، التركيبة السكانية حسب تعدادي 2000 و2010.

### تعداد عام 2000
بلغ عدد سكان تشالميرس 513 نسمة بحسب تعداد عام 2000، وبلغ عدد الأسر 185 أسرة وعدد العائلات 133 عائلة مقيمة في البلدة. في حين سجلت الكثافة السكانية 2,055.7 نسمة لكل ميل مربع (793.7/كم2). وبلغ عدد الوحدات السكنية 190 وحدة بمتوسط كثافة قدره 761.4 نسمة لكل ميل مربع (294.0/كم2).
وتوزع التركيب العرقي للبلدة بنسبة 99.61% من البيض و 0.39% من عرقين مختلطين أو أكثر.
بلغ عدد الأسر 185 أسرة كانت نسبة 40.0% منها لديها أطفال تحت سن الثامنة عشر تعيش معهم، وبلغت نسبة الأزواج القاطنين مع بعضهم البعض 60.5% من أصل المجموع الكلي للأسر، ونسبة 8.6% من الأسر كان لديها معيلات من الإناث دون وجود شريك، وكانت نسبة 28.1% من غير العائلات. تألفت نسبة 23.2% من أصل جميع الأسر من أفراد ونسبة 13.0% كانوا يعيش معهم شخص وحيد يبلغ من العمر 65 عاماً فما فوق. وبلغ متوسط حجم الأسرة المعيشية 3.32، أما متوسط حجم العائلات فبلغ 2.77.
بلغ العمر الوسطي للسكان 33 عاماً. وكانت نسبة 31.6% من القاطنين تحت سن الثامنة عشر، وكانت نسبة 7.2% بين الثامنة عشر والأربعة وعشرون عاماً، ونسبة 32.4% كانت واقعةً في الفئة العمرية ما بين الخامسة والعشرون حتى والأربعة وأربعون عاماً، ونسبة 18.9% كانت ما بين الخامسة والأربعون حتى الرابعة والستون، ونسبة 9.9% كانت ضمن فئة الخامسة والستون عاماً فما فوق. يوجد لكل 100 أنثى 91.4 ذكر، ويوجد لكل 100 أنثى في الثامنة عشر من عمرها فما فوق 90.8 ذكر.
بلغ متوسط دخل الأسرة في البلدة 51,591 دولار، أما متوسط دخل العائلة فبلغ 55,833 دولار. وكان متوسط دخل الذكور 31,667 دولار مقابل 21,518 دولار للإناث. وسجل دخل الفرد الخاص بالبلدة 19,258 دولار. وكانت نسبة 5.4% من العائلات ونسبة 3.6% من السكان تحت خط الفقر، وكان من هؤلاء نسبة 4.9% تحت سن الثامنة عشر ونسبة 7.7% في الخامسة والستين من العمر وما فوق.

### تعداد عام 2010
بلغ عدد سكان تشالميرس 508 نسمة بحسب تعداد عام 2010، وبلغ عدد الأسر 203 أسرة وعدد العائلات 137 عائلة مقيمة في البلدة. في حين سجلت الكثافة السكانية 2,032.0 نسمة لكل ميل مربع (784.6/كم2). وبلغ عدد الوحدات السكنية 226 وحدة بمتوسط كثافة قدره 904.0 لكل ميل مربع (349.0/كم2).
وتوزع التركيب العرقي للبلدة بنسبة 97.0% من البيض و 0.2% من الأمريكيين ذوي الأصول الآسيوية و 1.0% من عرقين مختلطين أو أكثر.
بلغ عدد الأسر 203 أسرة كانت نسبة 33.5% منها لديها أطفال تحت سن الثامنة عشر تعيش معهم، وبلغت نسبة الأزواج القاطنين مع بعضهم البعض 53.7% من أصل المجموع الكلي للأسر، ونسبة 10.3% من الأسر كان لديها معيلات من الإناث دون وجود شريك، بينما كانت نسبة 3.4% من الأسر لديها معيلون من الذكور دون وجود شريكة وكانت نسبة 32.5% من غير العائلات. تألفت نسبة 28.6% من أصل جميع الأسر من أفراد ونسبة 13.8% كانوا يعيش معهم شخص وحيد يبلغ من العمر 65 عاماً فما فوق. وبلغ متوسط حجم الأسرة المعيشية 3.07، أما متوسط حجم العائلات فبلغ 2.50.
بلغ العمر الوسطي للسكان 40.1 عاماً. وكانت نسبة 25% من القاطنين تحت سن الثامنة عشر، وكانت نسبة 7.6% بين الثامنة عشر والأربعة وعشرون عاماً، ونسبة 26.2% كانت واقعةً في الفئة العمرية ما بين الخامسة والعشرون حتى والأربعة وأربعون عاماً، ونسبة 27.9% كانت ما بين الخامسة والأربعون حتى الرابعة والستون، ونسبة 13.2% كانت ضمن فئة الخامسة والستون عاماً فما فوق. وتوزع التركيب الجنسي للسكان بنسبة 49.0% ذكور و51.0% إناث.